# 樊瑞
樊 瑞（はん ずい）は、中国の小説で四大奇書の一つである『水滸伝』の登場人物。
梁山泊第六十一位の好漢。地然星の生まれ変わり。渾名は混世魔王（こんせいまおう）で、世を騒がす魔王を意味し、若年ながら方術を身につけた黒衣の道士である彼の力を畏怖して付けられた（なお、小説『西遊記』にこの名を持つ妖怪が登場し、樊瑞一味の3人は全員『西遊記』関連の渾名を持つ）。また剣撃と流星鎚などの武芸や、用兵術にも長けている。

## 生涯

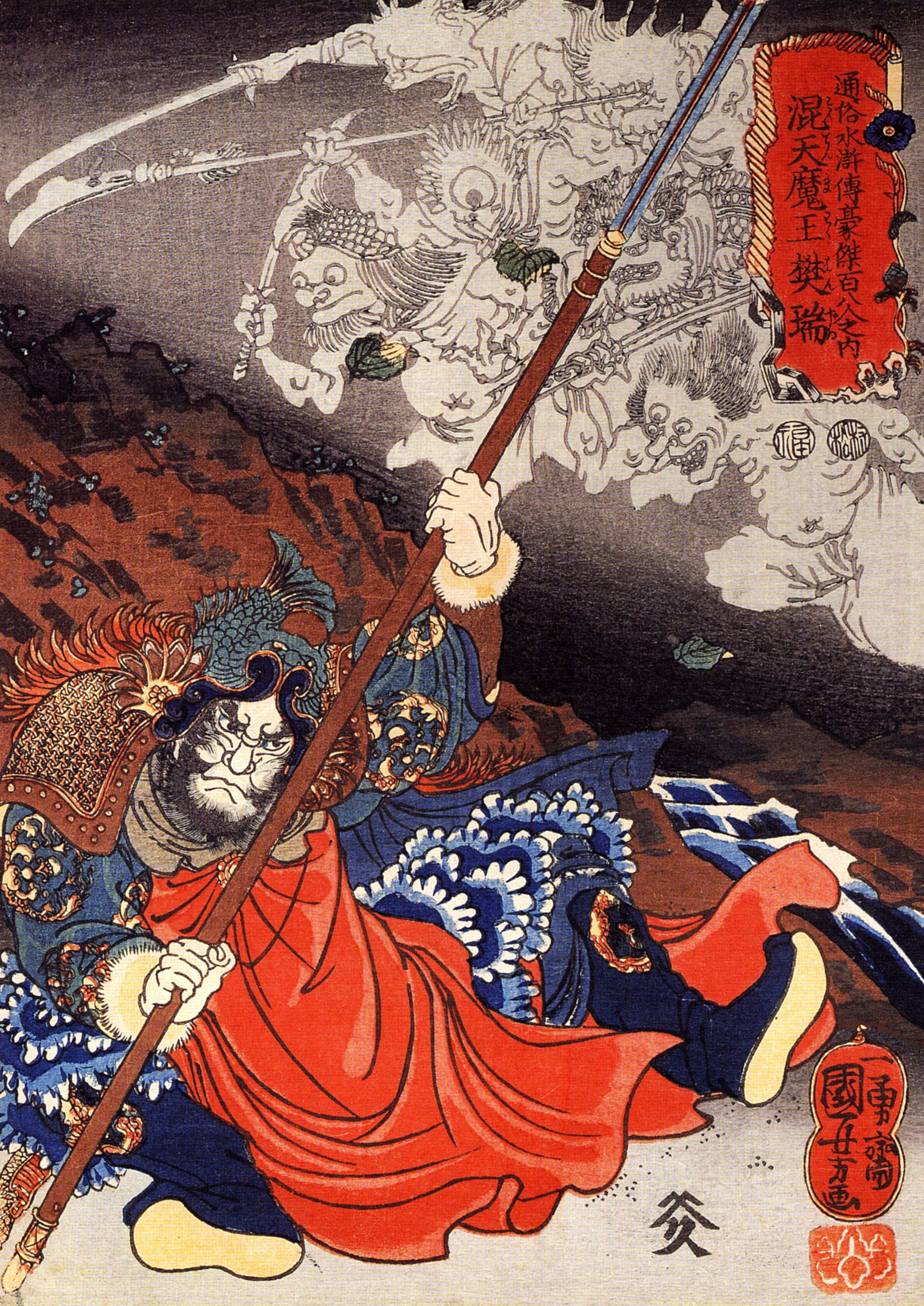
歌川国芳「通俗水滸傅豪傑百八人之内・混天魔王樊瑞」

副将の項充、李袞とともに、徐州芒碭山に籠る山賊として登場、部下は三千人と作中登場する梁山泊以外の山賊勢力では最大のもので、樊瑞が人心掌握にも長けていたことが窺える。梁山泊を併呑する野心を持っていたほどの彼だが、梁山泊に入ってからは彼以上の実力を持つ道士公孫勝の陰に隠れ、むしろ李逵チームを補佐する切り込み隊長としての出番の方が多くなってしまった。実際、田虎討伐の際には敵の道術使い喬道清との術比べに敗れ、公孫勝に窮地を救われる描写もある事から道士としての力量は高い方ではないのだろう。しかし、公孫勝が梁山泊軍を離れた後には、方術の使い手として見せ場を作る場面もある。方臘軍の道術使い包道乙、鄭彪の妖術を九天玄女の天書を用いた宋江と共に破る活躍を見せた。
方臘の乱を平定後、梁山泊軍の解体ののちは弟子に迎えた朱武と共に公孫勝に師事した。